# 中尾辰義
中尾 辰義（なかお たつよし、1916年（大正5年）4月1日 - 2012年（平成24年）12月20日）は、日本の政治家。参議院議員（4期）。

## 来歴
鹿児島県日置郡串木野村（串木野町、串木野市を経ていちき串木野市）下名の後の串木野市元町に生まれる。1930年3月串木野高等小学校卒業。その後大阪市で学び、1936年3月旧制上宮中学校（現上宮高等学校）卒業、1940年3月大阪歯科医学専門学校（現大阪歯科大学）卒業。1940年12月歩兵入隊、1946年6月内地へ復員。1953年4月大阪市東区で歯科医院を開設し、創価学会に入会。
創価学会船場支部長から1957年（昭和32年）4月の参議院大阪府選挙区補欠選挙に創価学会系無所属として出馬したが落選。この時、買収が行われ、学会幹部の小泉隆、池田大作が公職選挙法違反容疑で逮捕される大阪事件が発生、後に両幹部は無罪が確定している。
1959年（昭和34年）参院選に全国区から出馬し当選、公明政治連盟から公明党に参加。1977年（昭和52年）には参議院法務委員長に就任。4期務め、1983年（昭和58年）に第13回参議院議員通常選挙に不出馬で引退。
1986年（昭和61年）秋の叙勲で勲一等瑞宝章受章。
2012年（平成24年）12月20日、肺癌のため京都府京都市伏見区の病院で死去、96歳。